# Kouznetsov NK-8
Le Kouznetsov NK-8 est un turboréacteur à faible taux de dilution construit par la société russe Kouznetsov. Décliné en cinq versions dénommées NK-8, NK-8-2, NK-8-2U, NK-8-4 et NK-8-4K, il développe une poussée comprise entre 90 kN et 105 kN.
Le NK-8, entré en fonction dans les années 1960, propulsa entre autres les Iliouchine Il-62 et les Tupolev Tu-154, version A et B.

## Composants
- Soufflante : 2 étages
- Compresseur BP : 2 étages
- Compresseur HP : 6 étages
- Chambre de combustion
- Turbine HP : 1 étages
- Turbine BP : 2 étages
- Inverseur de poussée
- Une buse de sortie unique pour les flux d'air chaud et froid.

## Expérimentation
Dans le cadre d'essai de nouvelles sources de carburant, en 1988, la version NK-8-2 a été transformée pour accepter des carburants cryogéniques à la place du kérosène, sous le nom NK-88. Ce réacteur expérimental permet d'utiliser de l'hydrogène liquide (stocké à l'état liquide mais envoyé dans les injecteurs à −170 °C), ou du gaz naturel liquéfié (stocké à l'état liquide, mais envoyé à −70 °C). Il a été monté sur un Tupolev Tu-154B modifié : le Tupolev Tu-155. Une nouvelle version, le NK-89, à carburation mixte (kérosène/GNL), a été aussi envisagée dans le cadre du projet d'avion Tupolev Tu-156, mais le projet a été interrompu par la chute de l'URSS.